# Boralsilita
La boralsilita és un mineral de la classe dels silicats. Rep el seu nom per la seva composició, que conté BOR, ALumini i SILici.

## Característiques
La boralsilita és un silicat de fórmula química Al16B₆Si₂O37. Cristal·litza en el sistema monoclínic.
Segons la classificació de Nickel-Strunz, la boralsilita pertany a «09.BD: Estructures de sorosilicats (dímers); grups Si₂O₇, amb anions addicionals; cations en coordinació tetraèdrica [4] o major» juntament amb els següents minerals: bertrandita, hemimorfita, junitoïta, axinita-(Fe), axinita-(Mg), axinita-(Mn), tinzenita, vistepita i werdingita.

## Formació i jaciments
Aquesta espècie va ser descrita gràcies a les mostres obtingudes en dos indrets: Almgjotheii, a Flatestøl, al comtat de Rogaland, Noruega, i a la península d'Stornes, a l'Antàrtida. També ha estat descrita en altres dos indrets: a Horní Bory, a la regió de Vysočina (República Txeca), i a Manjaka, a la regió de Vakinankaratra, a la província d'Antananarivo (Madagascar).